# 10. Międzynarodowy Festiwal Filmowy w Berlinie
Nagrody przyznane na festiwalu filmowym w Berlinie w roku 1960
| Nagroda (kategoria)                                           | Zdobywca nagrody                                     | Kraj                                   |
| Międzynarodowe Jury filmów fabularnych                        | Międzynarodowe Jury filmów fabularnych               | Międzynarodowe Jury filmów fabularnych |
| ------------------------------------------------------------- | ---------------------------------------------------- | -------------------------------------- |
| Złoty Niedźwiedź                                              | Żywot Łazika z Tormesu, reż. César Fernández Ardavín | Hiszpania                              |
| Srebrny Niedźwiedź dla najlepszego reżysera                   | Jean-Luc Godard za Do utraty tchu                    | Francja                                |
| Srebrny Niedźwiedź dla najlepszej aktorki                     | Juliette Mayniel za Kiermasz                         | RFN                                    |
| Srebrny Niedźwiedź dla najlepszego aktora                     | Fredric March za Kto sieje wiatr                     | USA                                    |
| Srebrny Niedźwiedź – nagroda nadzwyczajna jury                | Igraszki miłosne                                     | Francja                                |
| Międzynarodowe Jury filmów dokumentalnych i krótkometrażowych |                                                      |                                        |
| Złoty Niedźwiedź (film dokumentalny)                          | Faja Lobbi                                           | Holandia                               |
| Honorowe wyróżnienie (film dokumentalny)                      | Mandara                                              | Szwajcaria                             |
| Złoty Niedźwiedź (film krótkometrażowy)                       | Le songe des chevaux sauvages                        | Francja                                |
| Srebrny Niedźwiedź (film krótkometrażowy)                     | Der Spielverderber                                   | RFN                                    |
| Srebrny Niedźwiedź (film krótkometrażowy)                     | I vecchi                                             | Włochy                                 |
| Srebrny Niedźwiedź (film krótkometrażowy)                     | Diario                                               | Argentyna                              |
| Honorowe wyróżnienie (film krótkometrażowy)                   | Austria Gloriosa                                     | Austria                                |
| Honorowe wyróżnienie (film krótkometrażowy)                   | Hafenrhythmus                                        | RFN                                    |

## Jury
W skład jury wchodzili:

### Międzynarodowe Jury filmów fabularnych
- Harold Lloyd (USA)
- Georges Auric (Francja)
- Joaquin de Entrambasaguas (Hiszpania)
- Werner R. Heymann (RFN)
- Hidemi Ima (Japonia)
- Sohrab Modi (Indie)
- Georg Ramseger (RFN)
- Henry Reed (Wielka Brytania)
- Eva Staar (RFN)
- Frank Wisbar (RFN)

### Międzynarodowe Jury filmów dokumentalnych i krótkometrażowych
- Johannes Eckhardt (RFN)
- Tahar Cheriaa (Tunezja)
- Ludwig Gesek (Austria)
- Lars Krantz (Szwecja)
- Edwin Redslob (RFN)
- Roberto Alejandro Tálice (Argentyna)